# Believe (single van Cher)
Believe is een single van de Amerikaanse zangeres Cher en is afkomstig van het gelijknamige album uit 1998. Op 19 oktober dat jaar werd het nummer eerst in Europa op single uitgebracht en op 17 november volgden de VS, Canada, Australië, Nieuw-Zeeland en Japan.
De single werd wereldwijd een enorme hit en bereikte in o.a. Nederland de nummer 1-positie in zowel de Nederlandse Top 40 als de Mega Top 100, circa 32 jaar na haar laatste nummer 1-hit. De single Believe, samen met het gelijknamige album, zorgde voor een kortstondige comeback van de toen 52-jarige zangeres.

## Achtergrond
Het popnummer, dat in een licht dance-jasje gegoten was, werd gekenmerkt door het verdraaien van Chers stem door middel van Auto-Tune; een destijds vrij nieuw stemeffect dat vaak wordt verward met de vocoder. De producent van het nummer, Mark Taylor, zou als test van een dergelijk Auto-Tune-apparaat de vocals hebben bewerkt. Cher zou het zó fantastisch hebben gevonden, dat ze het effect beslist in Believe wilde gebruiken, tot ongenoegen van haar platenmaatschappij. De track wordt daarmee veelal als een mijlpaal in de popmuziek gezien omdat de wereld voor het eerst op grote schaal met dit geluid in aanraking kwam.
De single werd een wereldwijde nummer 1-hit, o.a. in Chers' thuisland de Verenigde Staten, Canada, Australië, Nieuw-Zeeland, het Verenigd Koninkrijk, de Eurochart Hot 100 en in vrijwel geheel Europa. Na deze hit  nam het gebruik van Auto-Tune in de popmuziek sterk toe.
In Nederland werd de plaat destijds veel gedraaid op de landelijke radiozenders en werd een gigantische hit. De single bereikte de nummer 1-positie in de Nederlandse Top 40 op Radio 538 en stond 24 weken in de lijst genoteerd, waarvan 1 week op 1. In de publieke hitlijst; de Mega Top 100 op Radio 3FM, werd eveneens de nummer 1-positie bereikt en stond de single maar liefst 31 weken genoteerd waarvan 2 weken op 1.
In België bereikte de single eveneens de nummer 1-positie in zowel de Vlaamse Ultratop 50 als de Vlaamse Radio 2 Top 30. Ook in de Waalse Ultratop 50 bereikte de Engelstalige single de nummer 1-positie.

## Hitnoteringen

### Nederlandse Top 40
| Believe in de Nederlandse Top 40 – binnen 21-11-1998 | Believe in de Nederlandse Top 40 – binnen 21-11-1998 | Believe in de Nederlandse Top 40 – binnen 21-11-1998 | Believe in de Nederlandse Top 40 – binnen 21-11-1998 | Believe in de Nederlandse Top 40 – binnen 21-11-1998 | Believe in de Nederlandse Top 40 – binnen 21-11-1998 | Believe in de Nederlandse Top 40 – binnen 21-11-1998 | Believe in de Nederlandse Top 40 – binnen 21-11-1998 | Believe in de Nederlandse Top 40 – binnen 21-11-1998 | Believe in de Nederlandse Top 40 – binnen 21-11-1998 | Believe in de Nederlandse Top 40 – binnen 21-11-1998 | Believe in de Nederlandse Top 40 – binnen 21-11-1998 | Believe in de Nederlandse Top 40 – binnen 21-11-1998 | Believe in de Nederlandse Top 40 – binnen 21-11-1998 | Believe in de Nederlandse Top 40 – binnen 21-11-1998 | Believe in de Nederlandse Top 40 – binnen 21-11-1998 | Believe in de Nederlandse Top 40 – binnen 21-11-1998 | Believe in de Nederlandse Top 40 – binnen 21-11-1998 | Believe in de Nederlandse Top 40 – binnen 21-11-1998 | Believe in de Nederlandse Top 40 – binnen 21-11-1998 | Believe in de Nederlandse Top 40 – binnen 21-11-1998 | Believe in de Nederlandse Top 40 – binnen 21-11-1998 | Believe in de Nederlandse Top 40 – binnen 21-11-1998 | Believe in de Nederlandse Top 40 – binnen 21-11-1998 | Believe in de Nederlandse Top 40 – binnen 21-11-1998 | Believe in de Nederlandse Top 40 – binnen 21-11-1998 |
| Week                                                 | 1                                                    | 2                                                    | 3                                                    | 4                                                    | 5                                                    | 6                                                    | 7                                                    | 8                                                    | 9                                                    | 10                                                   | 11                                                   | 12                                                   | 13                                                   | 14                                                   | 15                                                   | 16                                                   | 17                                                   | 18                                                   | 19                                                   | 20                                                   | 21                                                   | 22                                                   | 23                                                   | 24                                                   |                                                      |
| ---------------------------------------------------- | ---------------------------------------------------- | ---------------------------------------------------- | ---------------------------------------------------- | ---------------------------------------------------- | ---------------------------------------------------- | ---------------------------------------------------- | ---------------------------------------------------- | ---------------------------------------------------- | ---------------------------------------------------- | ---------------------------------------------------- | ---------------------------------------------------- | ---------------------------------------------------- | ---------------------------------------------------- | ---------------------------------------------------- | ---------------------------------------------------- | ---------------------------------------------------- | ---------------------------------------------------- | ---------------------------------------------------- | ---------------------------------------------------- | ---------------------------------------------------- | ---------------------------------------------------- | ---------------------------------------------------- | ---------------------------------------------------- | ---------------------------------------------------- | ---------------------------------------------------- |
| Nummer                                               | 24                                                   | 12                                                   | 5                                                    | 3                                                    | 3                                                    | 2                                                    | 2                                                    | 1                                                    | 2                                                    | 2                                                    | 2                                                    | 6                                                    | 7                                                    | 7                                                    | 7                                                    | 9                                                    | 13                                                   | 17                                                   | 22                                                   | 31                                                   | 37                                                   | 38                                                   | 38                                                   | 38                                                   | uit                                                  |

### Mega Top 100
| Believe in de Mega Top 100 – binnen: 07-11-1998 | Believe in de Mega Top 100 – binnen: 07-11-1998 | Believe in de Mega Top 100 – binnen: 07-11-1998 | Believe in de Mega Top 100 – binnen: 07-11-1998 | Believe in de Mega Top 100 – binnen: 07-11-1998 | Believe in de Mega Top 100 – binnen: 07-11-1998 | Believe in de Mega Top 100 – binnen: 07-11-1998 | Believe in de Mega Top 100 – binnen: 07-11-1998 | Believe in de Mega Top 100 – binnen: 07-11-1998 | Believe in de Mega Top 100 – binnen: 07-11-1998 | Believe in de Mega Top 100 – binnen: 07-11-1998 | Believe in de Mega Top 100 – binnen: 07-11-1998 | Believe in de Mega Top 100 – binnen: 07-11-1998 | Believe in de Mega Top 100 – binnen: 07-11-1998 | Believe in de Mega Top 100 – binnen: 07-11-1998 | Believe in de Mega Top 100 – binnen: 07-11-1998 | Believe in de Mega Top 100 – binnen: 07-11-1998 |
| Week                                            | 1                                               | 2                                               | 3                                               | 4                                               | 5                                               | 6                                               | 7                                               | 8                                               | 9                                               | 10                                              | 11                                              | 12                                              | 13                                              | 14                                              | 15                                              | 16                                              |
| ----------------------------------------------- | ----------------------------------------------- | ----------------------------------------------- | ----------------------------------------------- | ----------------------------------------------- | ----------------------------------------------- | ----------------------------------------------- | ----------------------------------------------- | ----------------------------------------------- | ----------------------------------------------- | ----------------------------------------------- | ----------------------------------------------- | ----------------------------------------------- | ----------------------------------------------- | ----------------------------------------------- | ----------------------------------------------- | ----------------------------------------------- |
| Nummer                                          | 68                                              | 31                                              | 19                                              | 8                                               | 5                                               | 4                                               | 3                                               | 2                                               | 1                                               | 1                                               | 2                                               | 2                                               | 2                                               | 5                                               | 6                                               | 6                                               |
| Week                                            | 17                                              | 18                                              | 19                                              | 20                                              | 21                                              | 22                                              | 23                                              | 24                                              | 25                                              | 26                                              | 27                                              | 28                                              | 29                                              | 30                                              | 31                                              |                                                 |
| Nummer                                          | 7                                               | 8                                               | 11                                              | 18                                              | 21                                              | 25                                              | 29                                              | 35                                              | 39                                              | 43                                              | 47                                              | 55                                              | 66                                              | 68                                              | 77                                              | uit                                             |

### Vlaamse Ultratop 50
| Believe in de Vlaamse Ultratop 50 – binnen: 21-11-1998 | Believe in de Vlaamse Ultratop 50 – binnen: 21-11-1998 | Believe in de Vlaamse Ultratop 50 – binnen: 21-11-1998 | Believe in de Vlaamse Ultratop 50 – binnen: 21-11-1998 | Believe in de Vlaamse Ultratop 50 – binnen: 21-11-1998 | Believe in de Vlaamse Ultratop 50 – binnen: 21-11-1998 | Believe in de Vlaamse Ultratop 50 – binnen: 21-11-1998 | Believe in de Vlaamse Ultratop 50 – binnen: 21-11-1998 | Believe in de Vlaamse Ultratop 50 – binnen: 21-11-1998 | Believe in de Vlaamse Ultratop 50 – binnen: 21-11-1998 | Believe in de Vlaamse Ultratop 50 – binnen: 21-11-1998 | Believe in de Vlaamse Ultratop 50 – binnen: 21-11-1998 | Believe in de Vlaamse Ultratop 50 – binnen: 21-11-1998 | Believe in de Vlaamse Ultratop 50 – binnen: 21-11-1998 | Believe in de Vlaamse Ultratop 50 – binnen: 21-11-1998 | Believe in de Vlaamse Ultratop 50 – binnen: 21-11-1998 | Believe in de Vlaamse Ultratop 50 – binnen: 21-11-1998 | Believe in de Vlaamse Ultratop 50 – binnen: 21-11-1998 | Believe in de Vlaamse Ultratop 50 – binnen: 21-11-1998 | Believe in de Vlaamse Ultratop 50 – binnen: 21-11-1998 | Believe in de Vlaamse Ultratop 50 – binnen: 21-11-1998 | Believe in de Vlaamse Ultratop 50 – binnen: 21-11-1998 |
| Week                                                   | 1                                                      | 2                                                      | 3                                                      | 4                                                      | 5                                                      | 6                                                      | 7                                                      | 8                                                      | 9                                                      | 10                                                     | 11                                                     | 12                                                     | 13                                                     | 14                                                     | 15                                                     | 16                                                     | 17                                                     | 18                                                     | 19                                                     | 20                                                     |                                                        |
| ------------------------------------------------------ | ------------------------------------------------------ | ------------------------------------------------------ | ------------------------------------------------------ | ------------------------------------------------------ | ------------------------------------------------------ | ------------------------------------------------------ | ------------------------------------------------------ | ------------------------------------------------------ | ------------------------------------------------------ | ------------------------------------------------------ | ------------------------------------------------------ | ------------------------------------------------------ | ------------------------------------------------------ | ------------------------------------------------------ | ------------------------------------------------------ | ------------------------------------------------------ | ------------------------------------------------------ | ------------------------------------------------------ | ------------------------------------------------------ | ------------------------------------------------------ | ------------------------------------------------------ |
| Nummer                                                 | 22                                                     | 5                                                      | 2                                                      | 1                                                      | 2                                                      | 2                                                      | 2                                                      | 2                                                      | 2                                                      | 3                                                      | 5                                                      | 6                                                      | 7                                                      | 9                                                      | 15                                                     | 23                                                     | 28                                                     | 31                                                     | 42                                                     | 45                                                     | uit                                                    |

### NPO Radio 2 Top 2000
| Nummer met noteringen in de NPO Radio 2 Top 2000 | '01 | '02  | '03  | '04  | '05  | '06  | '07 | '08  | '09-'17 | '18  | '19-'23 | '24  |
| ------------------------------------------------ | --- | ---- | ---- | ---- | ---- | ---- | --- | ---- | ------- | ---- | ------- | ---- |
| Believe                                          | 919 | 1004 | 1044 | 1159 | 1462 | 1723 | -   | 1742 | -       | 1824 | -       | 1816 |

1. ↑  Een '-' betekent dat het nummer niet was genoteerd en een vetgedrukt getal geeft de hoogste notering aan.
2. ↑  2001 was het eerste jaar met een notering voor dit nummer.